# Danh sách giải thưởng và đề cử của Foo Fighters
Dưới đây là toàn bộ danh sách đề cử và giải thưởng của Foo Fighters, một ban nhạc Alternative rock của Mỹ. Foo Fighters được thành lập năm 1994 bởi ca sĩ hát chính của nhóm Dave Grohl. Ban nhạc đã nhận được 26 giải thưởng từ 87 lần đề cử.

## Giải thưởng Âm nhạc Mỹ
Giải thưởng Âm nhạc Mỹ là một giải thưởng danh giá hàng năm được trao bởi các thành tích xuất sắc của các nghệ sĩ trong thị trường âm nhạc Mỹ trong lĩnh vực thu âm, được phát sóng trực tiếp trên kênh ABC. Foo Fighters đã nhận được hai giải trong hai lần đề cử hiếm hoi.
| Năm  | Giải thưởng                             | Đề cử cho    | Kết quả   |
| ---- | --------------------------------------- | ------------ | --------- |
| 2008 | Nghệ sĩ Alternative rock yêu thích nhất | Foo Fighters | Đoạt giải |
| 2011 | Nghệ sĩ Alternative rock yêu thích nhất | Foo Fighters | Đoạt giải |

## Giải Âm nhạc Billboard
Giải Âm nhạc Billboard là một giải thưởng uy tín được trao hàng năm bởi tạp chí Billboard. Foo Fighters chưa nhận được giải nào trong 3 lần đề cử.
| Năm  | Giải thưởng                                | Đề cử cho       | Kết quả |
| ---- | ------------------------------------------ | --------------- | ------- |
| 2012 | Top Nghệ sĩ Rock xuất sắc nhất             | Foo Fighters    | Đề cử   |
| 2012 | Top Nghệ sĩ Alternative rock xuất sắc nhất | Foo Fighters    | Đề cử   |
| 2012 | Top Album Rock xuất sắc nhất               | "Wasting Light" | Đề cử   |

## Giải Brit
Giải Brit là giải thưởng thường niên của Anh. Đến năm 2015, Foo Fighters đã thắng cả bốn lần được đề cử.
| Năm  | Giải thưởng               | Đề cử cho                         | Kết quả   |
| ---- | ------------------------- | --------------------------------- | --------- |
| 2008 | Ban nhạc quốc tế hay nhất | Foo Fighters                      | Đoạt giải |
| 2008 | Album quốc tế hay nhất    | Echoes, Silence, Patience & Grace | Đoạt giải |
| 2012 | Ban nhạc quốc tế hay nhất | Foo Fighters                      | Đoạt giải |
| 2015 | Ban nhạc quốc tế hay nhất | Foo Fighters                      | Đoạt giải |

## Giải Grammy
Giải Grammy là giải thưởng danh giá nhất trong lĩnh vực âm nhạc của Viện Hàn Lâm Thu âm Nghệ thuật Hoa Kỳ. Foo Fighters đã nhận được 11 giải sau 25 lần đề cử. Họ thắng hạng mục Album Rock xuất sắc nhất bốn lần, nhiều hơn bất cứ các ban nhạc nào khác.
| Năm  | Đề cử cho                         | Hạng mục                                         | Kết quả   |
| ---- | --------------------------------- | ------------------------------------------------ | --------- |
| 1996 | Foo Fighters                      | Album Alternative xuất sắc nhất                  | Đề cử     |
| 1998 | The Colour and the Shape          | Album Rock xuất sắc nhất                         | Đề cử     |
| 1998 | "Monkey Wrench"                   | Best Hard Rock Performance                       | Đề cử     |
| 2001 | There Is Nothing Left to Lose     | Album Rock xuất sắc nhất                         | Đoạt giải |
| 2001 | "Learn to Fly"                    | Best Short Form Music Video                      | Đoạt giải |
| 2001 | "Learn to Fly"                    | Trình diễn Song ca/ Nhóm nhạc Rock xuất sắc nhất | Đề cử     |
| 2003 | "All My Life"                     | Best Hard Rock Performance                       | Đoạt giải |
| 2003 | "All My Life"                     | Bài hát Rock hay nhất                            | Đề cử     |
| 2004 | One by One                        | Album Rock xuất sắc nhất                         | Đoạt giải |
| 2006 | In Your Honor                     | Album Rock xuất sắc nhất                         | Đề cử     |
| 2006 | In Your Honor                     | Best Surround Sound Album                        | Đề cử     |
| 2006 | "Best of You"                     | Bài hát Rock hay nhất                            | Đề cử     |
| 2006 | "Best of You"                     | Trình diễn Song ca/ Nhóm nhạc Rock xuất sắc nhất | Đề cử     |
| 2006 | "Virginia Moon"                   | Hợp tác giọng Pop xuất sắc nhất                  | Đề cử     |
| 2008 | Echoes, Silence, Patience & Grace | Album Rock xuất sắc nhất                         | Đoạt giải |
| 2008 | Echoes, Silence, Patience & Grace | Album của năm                                    | Đề cử     |
| 2008 | "The Pretender"                   | Best Hard Rock Performance                       | Đoạt giải |
| 2008 | "The Pretender"                   | Thu âm của năm                                   | Đề cử     |
| 2008 | "The Pretender"                   | Bài hát Rock hay nhất                            | Đề cử     |
| 2012 | Wasting Light                     | Album của năm                                    | Đề cử     |
| 2012 | Wasting Light                     | Album Rock xuất sắc nhất                         | Đoạt giải |
| 2012 | "Walk"                            | Trình diễn Rock xuất sắc nhất                    | Đoạt giải |
| 2012 | "Walk"                            | Bài hát Rock hay nhất                            | Đoạt giải |
| 2012 | "White Limo"                      | Best Hard Rock/Metal Performance                 | Đoạt giải |
| 2012 | Back and Forth                    | Best Long Form Music Video                       | Đoạt giải |

## Giải Kerrang!
Giải Kerrang! là một giải thưởng tổ chức bởi tạp chí Kerrang!. Foo Fighters đã nhận được 3 giải.
| Năm  | Giải thưởng             | Các đề cử     | Kết quả   |
| ---- | ----------------------- | ------------- | --------- |
| 2000 | Người viết nhạc Cổ điển | Foo Fighters  | Đoạt giải |
| 2002 | Ngôi đền Huyền thoại    | Foo Fighters  | Đoạt giải |
| 2005 | Single xuất sắc nhất    | "Best of You" | Đoạt giải |

## Giải âm nhạc MTV

### Giải âm nhạc MTV Úc
Giải âm nhạc MTV Úc là một phiên bản của Úc theo nguyên bản Giải Video âm nhạc của MTV. Foo Fighters đã nhận được năm đề cử.
| Năm  | Hạng mục            | Các đề cử                                 | Kết quả |
| ---- | ------------------- | ----------------------------------------- | ------- |
| 2006 | Best Album          | "In Your Honor"                           | Đề cử   |
| 2006 | "Best of You"       | Best Group Video                          | Đề cử   |
| 2006 | "Best of You"       | Best Rock Video                           | Đề cử   |
| 2008 | Video of the Year   | "The Pretender"                           | Đề cử   |
| 2008 | Best Live Performer | Echoes, Silence, Patience, and Grace Tour | Đề cử   |

### MTV Europe Music Awards
The MTV Europe Music Awards is an annuel award show from MTV Europe. Foo Fighters received ten nominations.
| Năm  | Hạng mục                | Các đề cử       | Kết quả |
| ---- | ----------------------- | --------------- | ------- |
| 2000 | Best Video              | "Learn to Fly"  | Đề cử   |
| 2000 | Best Rock               | Foo Fighters    | Đề cử   |
| 2005 | Best Rock               | Foo Fighters    | Đề cử   |
| 2007 | Best Headliner          | Foo Fighters    | Đề cử   |
| 2007 | Best Video              | "The Pretender" | Đề cử   |
| 2008 | Best Headliner          | Foo Fighters    | Đề cử   |
| 2009 | Best Rock               | Foo Fighters    | Đề cử   |
| 2011 | Best Rock               | Foo Fighters    | Đề cử   |
| 2011 | Best Live Act           | Foo Fighters    | Đề cử   |
| 2011 | Best North American act | Foo Fighters    | Đề cử   |

### MTV Video Music Awards
The MTV Video Music Awards were established in 1984 by MTV to celebrate the top music videos of the year. Foo Fighters has received two awards from sixteen nominations.
| Năm  | Giải                                        | Video           | Kết quảs  |
| ---- | ------------------------------------------- | --------------- | --------- |
| 1996 | Best Group Video                            | "Big Me"        | Đoạt giải |
| 1996 | Video of the Year                           | "Big Me"        | Đề cử     |
| 1996 | Best Alternative Video                      | "Big Me"        | Đề cử     |
| 1996 | Best Direction                              | "Big Me"        | Đề cử     |
| 1997 | Best Rock Video                             | "Monkey Wrench" | Đề cử     |
| 1997 | Best Alternative Video                      | "Monkey Wrench" | Đề cử     |
| 1998 | Best Rock Video                             | "Everlong"      | Đề cử     |
| 1998 | Best Special Effects                        | "Everlong"      | Đề cử     |
| 1998 | Best Art Direction                          | "Everlong"      | Đề cử     |
| 2000 | Best Group Video                            | "Learn to Fly"  | Đề cử     |
| 2000 | Best Direction                              | "Learn to Fly"  | Đề cử     |
| 2005 | Best Rock Video                             | "Best of You"   | Đề cử     |
| 2005 | Best Editing                                | "Best of You"   | Đề cử     |
| 2008 | Best Rock Video                             | "The Pretender" | Đề cử     |
| 2009 | Best Video (That Should Have Won a Moonman) | "Everlong"      | Đề cử     |
| 2011 | Best Rock Video                             | "Walk"          | Đoạt giải |

### MTV Video Music Awards Japan
The MTV Video Music Awards Japan is the Japanese version of the MTV Video Music Awards. Foo Fighters were nominated twice.
| Năm  | Giải                   | Work             | Kết quảs |
| ---- | ---------------------- | ---------------- | -------- |
| 2003 | Best Rock Video        | "All My Life"    | Đề cử    |
| 2008 | Best Rock Video        | "The Pretender"  | Đề cử    |
| 2012 | Best Video From a Film | "Walk" from Thor | Đề cử    |

## NME Awards
The NME Awards is an annual award show from NME Magazine in the UK. Foo Fighters received five awards.
| Năm  | Giải                    | Work                              | Kết quảs  |
| ---- | ----------------------- | --------------------------------- | --------- |
| 2008 | Best Album of the Year  | Echoes, Silence, Patience & Grace | Đoạt giải |
| 2011 | Godlike Genius Award    | Dave Grohl                        | Đoạt giải |
| 2012 | Best International Band | Foo Fighters                      | Đoạt giải |
| 2012 | Best Music Film         | Back and Forth                    | Đoạt giải |
| 2013 | Best International Band | Foo Fighters                      | Đề cử     |
| 2013 | Hero of the Year        | Dave Grohl                        | Đề cử     |
| 2015 | Best International Band | Foo Fighters                      | Đoạt giải |

## People's Choice Awards
The People's Choice Awards is an annual award show from CBS television. People vote for their favorite movies, TV shows, and music. Foo Fighters are nominated for one award.
| Năm  | Giải          | Work         | Kết quảs |
| ---- | ------------- | ------------ | -------- |
| 2012 | Favorite Band | Foo Fighters | Đề cử    |

## Radio Music Awards
The Radio Music Awards is an annuel award show for the best radio music. Foo Fighters received three nominations.
| Năm  | Giải                                                 | Work          | Kết quảs |
| ---- | ---------------------------------------------------- | ------------- | -------- |
| 2005 | Artist of the Year/Alternative and Active Rock Radio | Foo Fighters  | Đề cử    |
| 2005 | Song of the Year/Alternative and Active Rock Radio   | "Best of You" | Đề cử    |
| 2005 | Song of the Year/Rock Radio                          | "Best of You" | Đề cử    |

## Q Awards
The Q Awards is an annuel awards show from Q Magazine. Foo Fighters received two nominations.
| Năm  | Giải                        | Work         | Kết quảs |
| ---- | --------------------------- | ------------ | -------- |
| 2003 | Best Act in the World Today | Foo Fighters | Đề cử    |
| 2007 | Best Act in the World Today | Foo Fighters | Đề cử    |

## Teen Choice Awards
The Teen Choice Awards is an annual award show which first aired in 1999 by Fox Broadcasting Company. Foo Fighters received four nominations.
| Năm  | Giải              | Work               | Kết quảs |
| ---- | ----------------- | ------------------ | -------- |
| 2003 | Choice Rock Track | "Times Like These" | Đề cử    |
| 2011 | Choice Rock Band  | Foo Fighters       | Đề cử    |
| 2011 | Choice Rock Track | "Rope"             | Đề cử    |
| 2012 | Choice Rock Band  | Foo Fighters       | Đề cử    |